# باساي (اليونان)
باسيه (بالإنجليزية: Bassae)‏ أو باساي (بالإنجليزية: Bassai)‏ أو فاساي (بالإنجليزية: Vassai)‏ أو فاسيس (بالإنجليزية: Vasses)‏ وهي مدينة أثرية في اليونان ومعنى إسمها باللغة اليونانية وادي الصخور الصغيرة تقع المدينة في شمال شرق مقاطعة إيليس وهي جُزء من أركاديا وهذه المدينة مصنفة ضمن لائحة التراث العالمي ويرجع بنائها إلى الخامس قبل الميلاد.